# Koninkrijk Sunda
Koninkrijk Sunda (oude spelling: Soenda) was een koninkrijk in het westen van Java. Volgens primaire historische bronnen uit de zestiende eeuw besloeg het de gebieden van het huidige provincies Banten, Jakarta, West-Java, en het westelijk deel van Midden-Java. Het werd in het oosten begrensd door de rivier de Cipamali (nu de Kali Brebes geheten) en de rivier de Ciserayu (tegenwoordig: Kali Serayu) in de huidige provincie Midden-Java.
Het koninkrijk Sunda onderhield nauwe banden met Europa. In 1522 sloot Portugal een politieke en economische overeenkomst met het koninkrijk. In ruil voor militaire steun tegen de opkomende islam gaf de toenmalige koning Prabu Surawisesa hun de vrije toegang tot de handel in peper. Dit verdrag is bekend als het Sendanees-Portugese Vredesverdrag.